# Francisco Ribalta

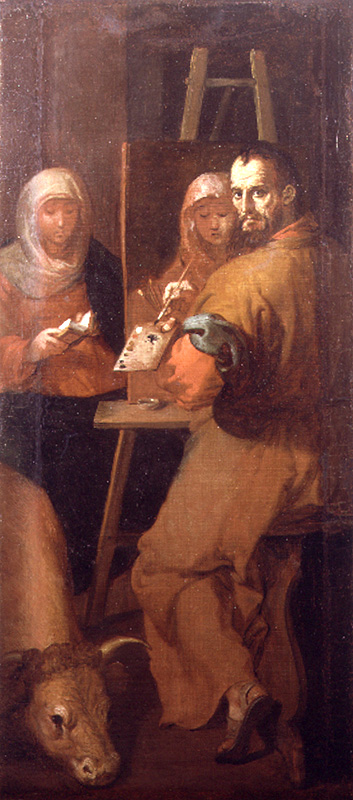
San Lucas, óleo sobre lienzo, 83 x 36 cm, Museo de Bellas Artes de Valencia. Procedente del retablo de Porta-Coeli, en la figura del evangelista sin orla, que pinta el retrato de la Virgen de las tocas, suele verse un autorretrato del pintor.

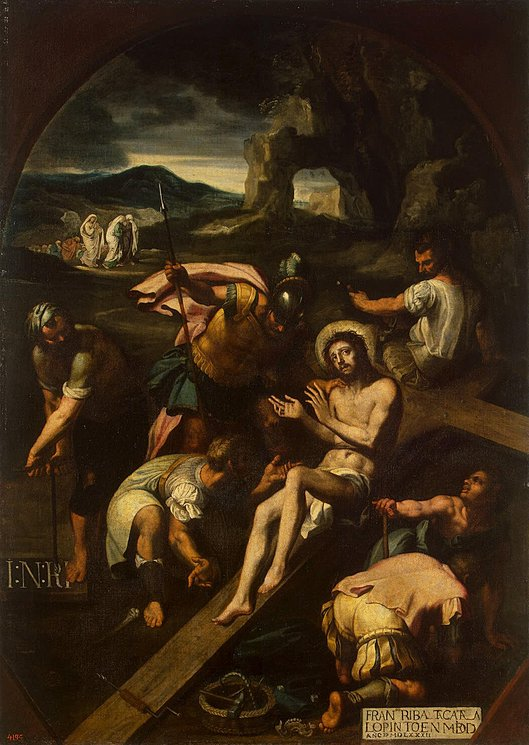
Los preparativos de la crucifixión (1582), óleo sobre lienzo, 144 x 103 cm, San Petersburgo, Museo del Ermitage. Firmado ostentosamente cuando el artista contaba poco más de dieciséis años, el lienzo pudo ser pintado como carta de presentación o diploma para alcanzar el grado de maestro.

Francisco Ribalta (Solsona, Lérida, 1565-Valencia, 1628) fue un pintor barroco español, formado en la órbita de la pintura escurialense y establecido desde 1599 en Valencia, donde en fechas muy tempranas cultivó un naturalismo de cuño personal e intenso claroscuro que llegaría a ser la seña de identidad de la escuela valenciana del siglo XVII.
Situado cronológicamente en los orígenes de la pintura barroca española, la obra de Ribalta constituye el vínculo entre el último manierismo y las nuevas corrientes barrocas. Inmerso en el espíritu religioso de la Contrarreforma, que él plenamente compartía, enfocó los motivos visionarios de su pintura con técnica naturalista, de tal modo que lo sobrenatural pareciese tener lugar del modo más creíble y cercano al espectador, al que trató de poner en contacto directo con el suceso milagroso merced a la sencillez de sus composiciones, sin embellecimientos superfluos.

## Biografía y obra

### Años de formación en Barcelona y Madrid
Bautizado el 2 de junio de 1565 en Solsona (Lérida), su familia se trasladó hacia 1572 a Barcelona, donde su padre ejerció el oficio de sastre. Allí hubo de iniciar su formación como pintor, dado que, en 1581, habiendo quedado huérfano, se le documenta todavía en Barcelona otorgando poderes junto con sus restantes hermanos al mayor de ellos, Juan, para que vendiese las tierras y viñedos en Solsona que habían recibido en herencia. Inmediatamente debió de trasladarse a Madrid pues su primera obra conocida, los Preparativos para la crucifixión del Museo del Ermitage de San Petersburgo, aparecen firmados y fechados en Madrid en el año 1582. Pocos más datos hay de estos años, aunque su obra posterior evidencia su paso por El Escorial, donde pudo conocer la obra de maestros venecianos como Tiziano y los Bassano, dejándose influir particularmente por Sebastiano del Piombo. El Encuentro del Nazareno con la Virgen (Museo de Bellas Artes de Valencia), pintado ya en Valencia hacia 1611, reproduce literalmente en la figura de Cristo el célebre Cristo con la cruz a cuestas de Piombo conservado en el Museo del Prado, que hubo de conocer en El Escorial y del que guardaría dibujos o apuntes para ser utilizados años después. De igual forma, en la Degollación de Santiago del retablo de Algemesí es patente el estudio directo de la obra de igual asunto pintada por Juan Fernández de Navarrete para El Escorial. También entonces debió de realizar una versión de la Cena de Leonardo a partir de la famosa copia guardada en el refectorio del monasterio. En 1666 se citaba en la colección de doña Catalina de Mardones, en Madrid, tasada por Juan Carreño de Miranda, «una cena de vara y quarta de alto poco más o menos con marco negro y dorado de mano de Rivalta copia de leonardo de binci», y huellas de ella se encuentran en la Santa Cena de la predela del retablo del Rosario en la iglesia de la Asunción de Torrente, obra de Juan Ribalta, quien habría tomado de los dibujos paternos las figuras de Cristo y los apóstoles más cercanos extraídas del mural de Leonardo.
Existe constancia documental de que en 1591 pintó por encargo de un miembro de la corte un cuadro de la Anunciación para el monasterio madrileño de la Encarnación, cuyo dibujo preparatorio fue supervisado por Blas de Prado. En Madrid, en fecha indeterminada, casó con Inés Pelayo, fallecida en 1601, de cuyo matrimonio nacieron primero dos hijas y en 1597 un hijo, Juan, que con el tiempo llegaría a ser su mejor discípulo. Se conocen también los nombres de dos ayudantes, lo que parece indicar que antes de abandonar Madrid era ya un pintor consolidado y con cierto volumen de obra, aunque no llegase a entrar al servicio del rey y no haya constancia de que se le encomendasen trabajos en El Escorial, al menos como pintor independiente. De esta etapa madrileña, aparte de los citados Preparativos para la crucifixión, no quedan obras que le pueda ser asignadas con certeza, pero podría pertenecer a ella un Cristo crucificado del Museo del Prado, depositado en el monasterio de Poblet, procedente del suprimido en 1809 convento de San Felipe el Real de Madrid. Finalmente, la muerte de Felipe II en 1598 debió de empujarle a abandonar la corte, informado, quizá, del impulso de renovación artística emprendido en Valencia por su arzobispo, el patriarca san Juan de Ribera.

### Valencia (1599-1617)

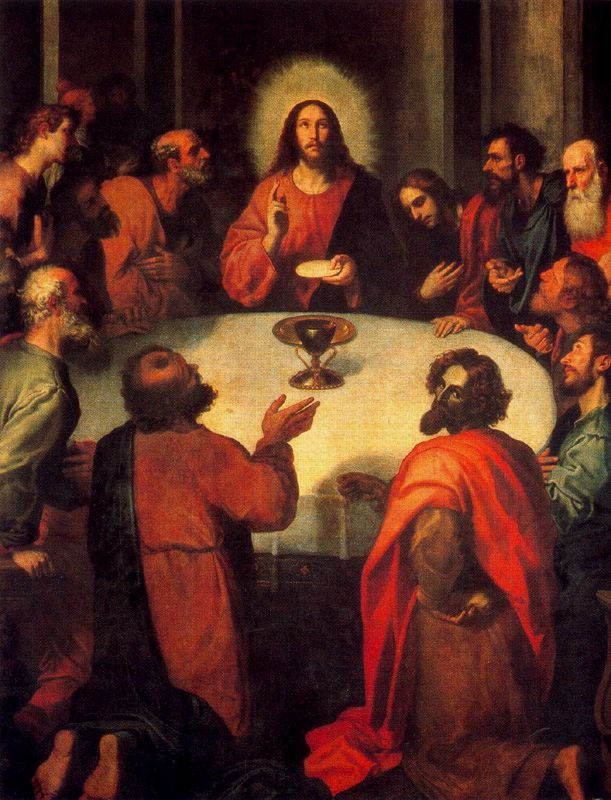
Última Cena o Institución de la Eucaristía, óleo sobre lienzo adherido a tabla, 478 x 266 cm, Valencia, Colegio del Patriarca, retablo mayor (detalle). Centrada en el instante de la consagración, la Cena de Ribalta guarda según Antonio Palomino estrecha relación con la posteriormente pintada por Vicente Carducho para las Carboneras de Madrid.

Es probable que la elección de Valencia como destino se debiese a su amistad con Lope de Vega, secretario personal del marqués de Malpica que, a su vez, era cuñado del arzobispo Juan de Ribera, conocido por sus demandas artísticas y a la sazón ocupado en la decoración de su Colegio del Corpus Christi. Al menos desde el mes de febrero de 1599 Ribalta se encontraba ya en Valencia donde, hombre piadoso según los testimonios de quienes le conocieron, se inscribió en la cofradía de la Virgen de los Desamparados. Inmediatamente después de su llegada a la ciudad gozó de la protección del arzobispo, para quien pintó algunos retratos, de los que se conservan en el Colegio del Patriarca los de Sor Margarita Agulló y el Hermano Francisco del Niño Jesús, tomados de los retratos que les hiciera Juan Sariñena puesto que él no llegó a conocer a los retratados.

#### Estancia en Algemesí
Entre 1603 y 1605 residió en Algemesí, ocupado en la realización del retablo mayor de su iglesia parroquial, para la que siguió trabajando hasta 1610 en distintos retablos, con evidentes recuerdos de su pasada estancia en El Escorial. La gran tabla central, con el martirio del apóstol, depende estrechamente, como se ha señalado, del cuadro de Navarrete en El Escorial, pero también son patentes los préstamos de Luca Cambiaso para la escena de Santiago en Clavijo y el Traslado del cuerpo del santo, en tanto la Oración del huerto repite motivos del lienzo de igual asunto de Tiziano conservado en el monasterio. Todavía en Algemesí pintó el gran lienzo de la Aparición de Cristo a San Vicente Ferrer para el Colegio del Corpus Christi. De 1606 es la Última Cena, en formato vertical y enmarcada en una arquitectura escurialense concebida como una prolongación de la arquitectura del propio retablo mayor del mismo colegio, al que iba destinada y para el que en 1610 entregó el Nacimiento del ático. Con su fuerte iluminación lateral y el naturalismo con que trató los rostros de los apóstoles —se dice que, entre otros retratos, el de Judas lo es de un vecino con el que se encontraba enemistado— la Cena pintada para el Patriarca asentó la fama de Ribalta en Valencia e hizo posible que, inmediatamente, le llegasen nuevos encargos del gremio de plateros (retablo de San Eloy, en sustitución del que había pintado Vicente Macip que había resultado dañado por un incendio) y de la propia Diputación (Calvario). También, a pesar de ser foráneo, pudo estar en 1607 entre los fundadores del Colegio de Pintores, uno de cuyos objetivos era precisamente protegerse contra la competencia de los recién llegados.

#### Influencia de Sebastiano del Piombo
Ribalta moduló en estos años su naturalismo con la adopción de modelos y tipos joanescos, por imposición, quizá, de sus clientes, como resulta patente en la Consagración de San Eloy como obispo de Noyon (Valencia, iglesia de San Martín) o en el Cristo sostenido por ángeles del Museo del Prado, copia de un modelo perdido de Juan de Juanes. Pero, además, experimentó un nuevo encuentro con Sebastiano del Piombo del que pudo copiar en dos ocasiones el tríptico del Descendimiento propiedad de don Diego Vich y Mascó. Este, en 1645, se lo regaló en Valencia a Felipe IV, quizá ya desmembrado, pues uno de sus paneles, el del Descenso al Limbo, fue enviado a El Escorial y de allí transferido al Museo del Prado, en tanto la tabla central del Descendimiento, o Lamentación ante Cristo muerto, propiedad actualmente del Museo del Ermitage, se localizaba en 1666 en el Alcázar de Madrid. El tríptico completo de Piombo, cuya tercera pintura, no conservada, se describe diversamente como Prendimiento o Aparición de Cristo a los once apóstoles, puede ser reconstruido gracias a la existencia de una copia en el palacio episcopal de Olomouc (República Checa), que bien pudiera ser de Ribalta. Antonio Ponz llegó a ver dos copias hechas por él. Una de ellas, de pequeño tamaño, se encontraba en Madrid en el Hospital de Aragón, fundado en 1616, en un retablito sobre la puerta de la sacristía, con una firma o inscripción bien elocuente: Fr Sebastianus del Piombo invenit: Franciscus Ribalta Valentiae traduxit. El segundo, de mayor tamaño, se encontraba en los carmelitas descalzos de Valencia, que en tiempos de Orellana rechazaron una sustanciosa oferta por la tabla central. Es probable, sin embargo, que acabasen desprendiéndose de ella, pues únicamente los lienzos laterales pasaron tras la desamortización al Museo de Bellas Artes de Valencia. La tela central de esta copia podría ser, sin embargo, la conservada desde fecha desconocida en el Colegio del Patriarca, copia literal de la obra de Piombo con la coloración terrosa característica de Ribalta, si no es una copia más de la citada tabla de cuya fortuna en Valencia es buena prueba la versión libre, un siglo anterior a estas copias de Ribalta, pintada por Vicente Macip para la catedral de Segorbe.

#### Retratos del padre Simón
En 1611 murió su mecenas, el arzobispo Juan de Ribera, de quien pintó un retrato difunto conservado en el Colegio del Patriarca. En abril de 1612 fallecía también en Valencia el padre Francisco Jerónimo Simón, beneficiado de San Andrés, quien acabaría siendo conocido por su caridad y su ascetismo, sus penitencias extravagantes y sus encuentros con Cristo camino del Calvario cuando recorría por las noches las calles de la ciudad, reviviendo el camino del Gólgota, aunque en vida había pasado inadvertido. A pesar de la oposición de las órdenes mendicantes, los valencianos inmediatamente le tuvieron por santo y le erigieron altares en las calles. Domingo Salzedo de Loaysa escribió un libro titulado Breve y sumaria relación de la vida, muerte y milagros del venerable Presbítero Mosen Francisco Jerónimo Simón, valenciano..., publicado por Felipe Mey en Segorbe en 1614, en el que, con no poca exageración, hablaba de las tres capillas que en el espacio de un año se le habían dedicado en otras tantas parroquias al venerado sacerdote, 

«por cuya devoción se han pintado, y puesto por las calles y esquinas de aquella ciudad pasados de mil Altares pequeños con quadros y efigies deste Angélico Sacerdote, y estos con sus lámparas, las quales a más de la mucha devoción que causan al pueblo, sirven de alumbrar las calles de noche, y evitar muchos daños que estando sin ellas se podían causar (...) [y] sin las dichas figuras pintadas al olio, y al temple, ha salido estampada una inmensidad dellas, pues según relación de los Impresores se han estampado en Valencia sola un millón y más figuras, sin las que han venido de Roma, Francia, y Flandes».

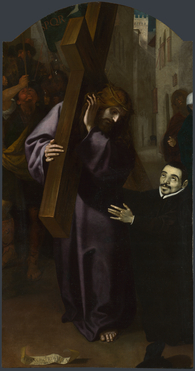
Visión del padre Francisco Jerónimo Simón (1612), óleo sobre lienzo, 211 x 311 cm, Londres, National Gallery. Las representaciones del padre Simón, aclamado como santo por el pueblo de Valencia, fueron prohibidas por la Inquisición en 1619.

Los encargos más importantes recayeron en Ribalta, a quien se encomendó la pintura del retablo para la capilla de la propia iglesia de San Andrés, donde el padre Simón fue enterrado, que será probablemente el lienzo de la Visión del padre Francisco Jerónimo Simón, firmado y fechado en 1612, conservado actualmente en la National Gallery de Londres. Los recuerdos de Sebastiano del Piombo, de quien tomó la figura de Jesús, combinando en ella las versiones de medio cuerpo del Cristo con la cruz a cuestas, que pudo conocer en El Escorial, con la posición del resucitado en el Descenso al Limbo (Museo del Prado), parte del tríptico del Descendimiento del que existía una copia en Madrid hasta el siglo XIX firmada por Ribalta, se entrecruzan con la evocación de Tibaldi en la figura del trompetero que sigue a Jesús, tomada de una de las figuras de la bóveda de la biblioteca de El Escorial. También el cabildo de la catedral le encargó tres retratos del sacerdote, cobrados en enero de 1613, para obsequiar con ellos al rey Felipe III, al duque de Lerma y al secretario real Juan de Jérica, sin duda como parte de la campaña emprendida para obtener la pronta beatificación de Simón.  Otro retrato se envió al papa Pablo V. Con el mismo objetivo y merced al patrocinio del archiduque Alberto de Austria, en 1614 apareció en Amberes una Vita B. Simonis Valentini, de Jan van der Wouwer, con un retrato de Cornelius Galle sobre dibujo de Rubens, y un grabado de Michel Lasne con el retrato del padre Simón orlado por diversas viñetas de su vida y milagros para la que Ribalta proporcionó los dibujos, estampa de la que solo se conoce un ejemplar conservado en el Museo Nacional de Arte de Cataluña.
La Inquisición reaccionó con celeridad ante lo que parecía un proceso de beatificación por aclamación popular. Por Carta Acordada del Consejo Supremo del 13 de junio de 1614, se ordenó a las distintas inquisiciones recoger «las ymágenes con rayos del dicho venerable saçerdote mossen Simón mandando que ninguna persona las tenga ni venda hasta tanto su S[antida]d ordene otra cosa». La misma Carta Acordada ordenaba recoger el libro de Salzedo Loaysa, pero los partidarios del padre Simón, presumiblemente, resistieron con algún éxito las presiones que les llegaban desde la corte, a la vista del elevado número de ejemplares que de él se han conservado. Un nuevo edicto, esta vez de la inquisición valenciana, prohibió finalmente en 1619 todas las imágenes del sacerdote. El lienzo de Ribalta pudo subsistir reconvertido en un Cristo llevando la cruz apareciéndose a San Ignacio de Loyola, identificación con la que fue adquirido por Richard Ford en Valencia en 1831. En 1945, ya en la National Gallery, la obra fue limpiada de los repintes que ocultaban la figura del padre Simón.

#### El Colegio de Pintores y la consolidación del taller
En noviembre de 1615 cobró Ribalta del Colegio del Corpus Christi por los retratos de Perafán de Ribera y de su antiguo protector, el fundador del colegio, obras probablemente surgidas del taller en el que colaboraban por aquellas fechas su yerno, Vicente Castelló, quien debió de casar con una hija del pintor hacia 1610, y su hijo Juan, que firmó también en 1615 su primera obra, Los preparativos para la crucifixión para la iglesia de San Miguel de los Reyes. Un año después firmaba el Santo Tomás de Villanueva con dos colegiales, destruido en 1936, pintado por encargo del cabildo de la catedral de Valencia con destino al Colegio Mayor de la Presentación, institución fundada por el propio santo Tomás de Villanueva como seminario. En 1617 encabezó el grupo de peticionarios que se dirigieron al rey con objeto de obtener la aprobación del Colegio de Pintores, reconstituido un año antes, en cuya junta directiva ostentó el cargo de mayoral. Un factor para este relanzamiento del Colegio pudo venir dado por la momentánea presencia de Pedro de Orrente en Valencia, de vuelta de su viaje a Italia, y las reticencias entre ambos pintores que, según Marcos Antonio Orellana, provocaron una prueba de destreza entre ellos, para la que Ribalta presentó un lienzo del Martirio de San Lorenzo y Orrente un San Vicente Mártir, ambos perdidos, finalizando la competición en tablas aunque el premio se le habría otorgado a Orrente. La formación bassanesca de Orrente y su conocimiento seguro de las obras de los primeros caravaggistas, puesto de manifiesto en su Martirio de San Sebastián pintado para la catedral de Valencia hacia 1616, hubo de tener, con todo, amplia repercusión en la evolución de la pintura de Ribalta, fortaleciendo su propia inclinación al tratamiento expresivo de la luz artificial.

### Últimos años: la plenitud del pintor (1618-1628)

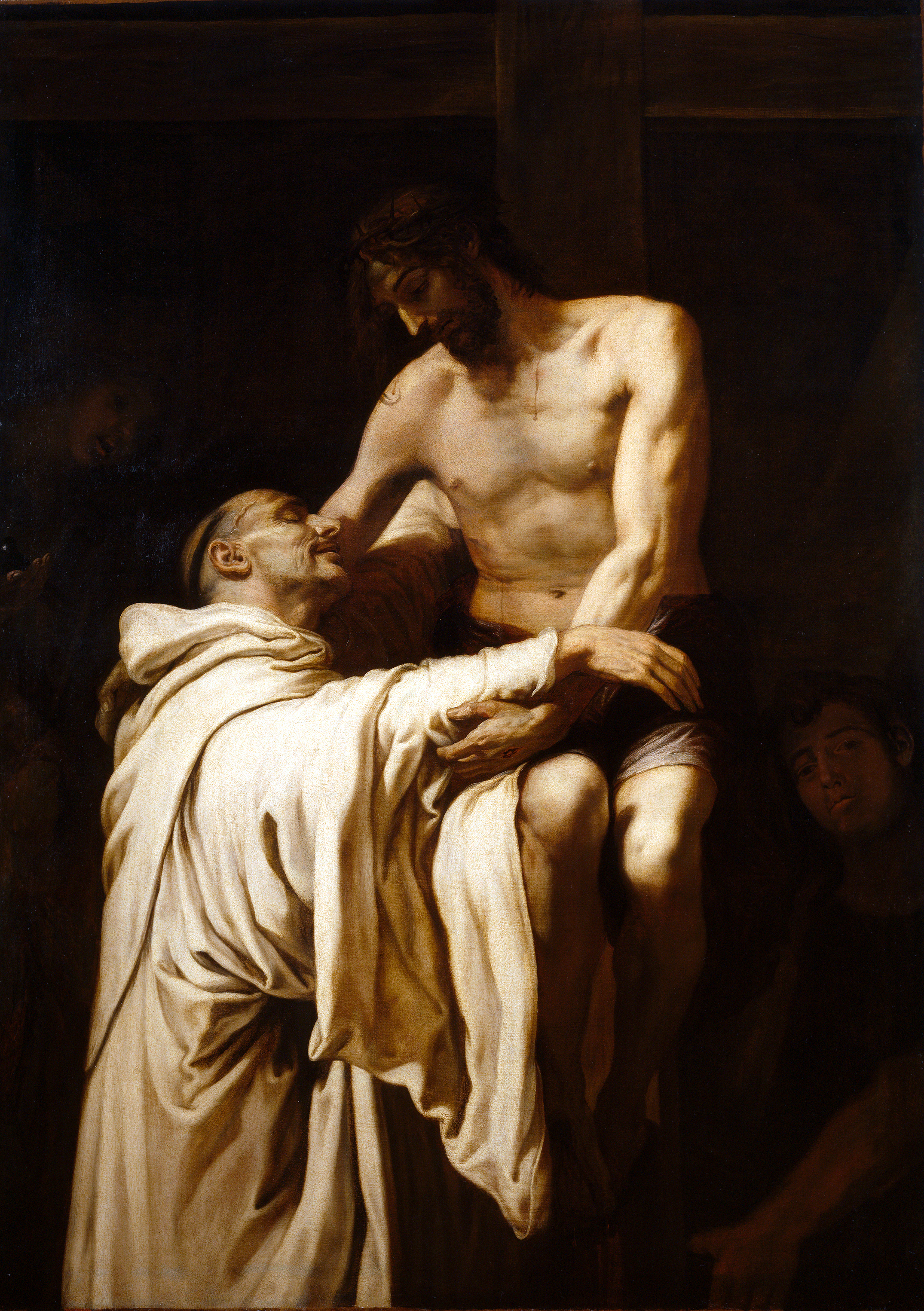
Cristo abrazando a san Bernardo, óleo sobre lienzo, 158 x 133 cm, Madrid, Museo del Prado.

A partir de 1620, en la etapa final y más madura de su producción, Ribalta evolucionó hacia un naturalismo más estricto. La ausencia de noticias para los años inmediatamente anteriores llevó a situar en ellos el pretendido viaje a Italia, en el que habría conocido la obra de Caravaggio. Una copia en pequeño tamaño de la célebre Crucifixión de San Pedro de Caravaggio, firmada F. Ribalta, en la colección Príncipe Pío de Saboya en Mombello (Italia), reforzaría esa hipótesis. Pero esta copia de reducidas dimensiones pudo tomar como modelo otra copia anterior, del mismo tamaño y color que el original de Caravaggio, conservada en el Colegio del Patriarca y con toda probabilidad traída de Italia por el propio arzobispo Juan de Ribera. Por otro lado, como observa Fernando Benito Domenech, «el pretendido "caravaggismo" en Francisco Ribalta, de admitirse, hay que verlo como producto de segunda mano y siempre servido con técnica veneciana». El tenebrismo en Ribalta se había manifestado de forma precoz, pero siempre vinculado a lo que había podido ver en El Escorial, y ni sus tipos humanos ni su desinterés por la objetividad de la materia lo acercan a Caravaggio. El propio David Kowal, defensor a título de hipótesis del viaje a Roma en los años inmediatamente anteriores a 1620, tras el que habría acentuado su primitivo tenebrismo, observa que «incluso bajo el impacto del maestro italiano, el tenebrismo de Ribalta y su técnica de modelar llevan todavía el sello de una cálidamente luminosa y fluida cualidad, enraizada en su profundo nexo con la tradición veneciana». Para concluir que, «en última instancia, el tenebrismo de Ribalta es de un carácter más conservador y menos trágico que el de Caravaggio».
Por otra parte, el hueco documental ha sido en parte rellenando por la localización de un pleito que tuvo ocupado a Ribalta desde enero de 1618, el año del matrimonio de su hijo Juan, hasta, por lo menos, marzo de 1619. El proceso es también interesante por la información que contiene acerca de la vida del pintor y de su obra. En enero de 1618 Ribalta dirigió un escrito al portavoz del gobernador general de la ciudad rechazando el cargo de «baciner de pobres» de la parroquia de San Andrés, para el que había sido designado por un año. Ribalta declaraba carecer de recursos y vivir exclusivamente de su trabajo, que le requería mucha dedicación hasta poder dejar una obra terminada en toda su perfección, además de que podría perder otros encargos si no terminaba en tiempo los que tenía entre manos. A cambio de verse libre del encargo se ofrecía a pintar a su costa una pintura para la parroquia por valor de 30 libras a gusto de los parroquianos. Iniciado el proceso, Ribalta presentó a una serie de testigos, pintores como él, que hablaban de su piedad, pero también de las dificultades para hacer compatible el trabajo de pintor con las obligaciones de limosnero. Entre ellos estaba Jerónimo Rodríguez de Espinosa, padre de Jerónimo Jacinto Espinosa, que declaraba conocerle desde hacía treinta años, cuando ambos residían aún en Castilla, quien alegaba también como impedimento la quebrantada salud del pintor. Todos ellos concordaban, además, en que tras la expulsión de los moriscos no eran buenos tiempos para la pintura en Valencia. Continuando con el proceso, a preguntas del síndico de la parroquia, Ribalta declaró carecer de hacienda y que siendo verdad que en alguna ocasión había cobrado cantidades importantes (hablando del retablo de Algemesí), también lo es que lo había gastado todo, porque siempre ha tenido aprendices y oficiales en su casa, además de que él se tomaba mucho tiempo con cada pintura pues hacía estudios de ella, lo que otros no hacen «por aprovecharse del trabajo de otro pintor». En marzo de ese año presentó el síndico de la parroquia sus testigos, favorables a la elección destacando ellos el carácter bondadoso del pintor. Finalmente, en marzo de 1619, el lugarteniente del gobernador falló en el pleito en contra de los intereses del pintor, obligándole a asumir el cargo o abonar 100 libras. Ribalta protestó la sentencia y anunció que la recurriría ante el Consejo de Aragón, pero el recurso, caso de haber sido presentado, no se conoce. 
Es probable, en cambio, que viajase en esos años a Madrid, donde pudo conocer las últimas tendencias naturalistas representadas por artistas como Orazio Borgianni, pues en 1623 Angelo Nardi, residente en Madrid, declaraba al contraer matrimonio que Ribalta le debía algún dinero. Debió de ser en este viaje no documentado cuando hiciese el retrato perdido de Lope de Vega, del que se tomó el modelo para el grabado que salió con las Rimas humanas y divinas, publicadas a nombre de Tomé Burguillos en Madrid, en 1634. El propio Lope aludía a ese modelo al explicar la fisonomía de Burguillos, «que se copió de un lienzo en que le trasladó al vivo el catalán Ribalta, pintor famoso entre españoles de la primera clase». El elogio se venía así a sumar al que le había dedicado ya en 1602 en La hermosura de Angélica:

No tiene España, que envidiar, si llora/ un Juanes, un Becerra, un Berruguete,/ un Sánchez, un Felipe, pues ahora/ tan iguales artífices promete:/ Ribalta donde el arte se mejora/ pincel octavo en los famosos siete.

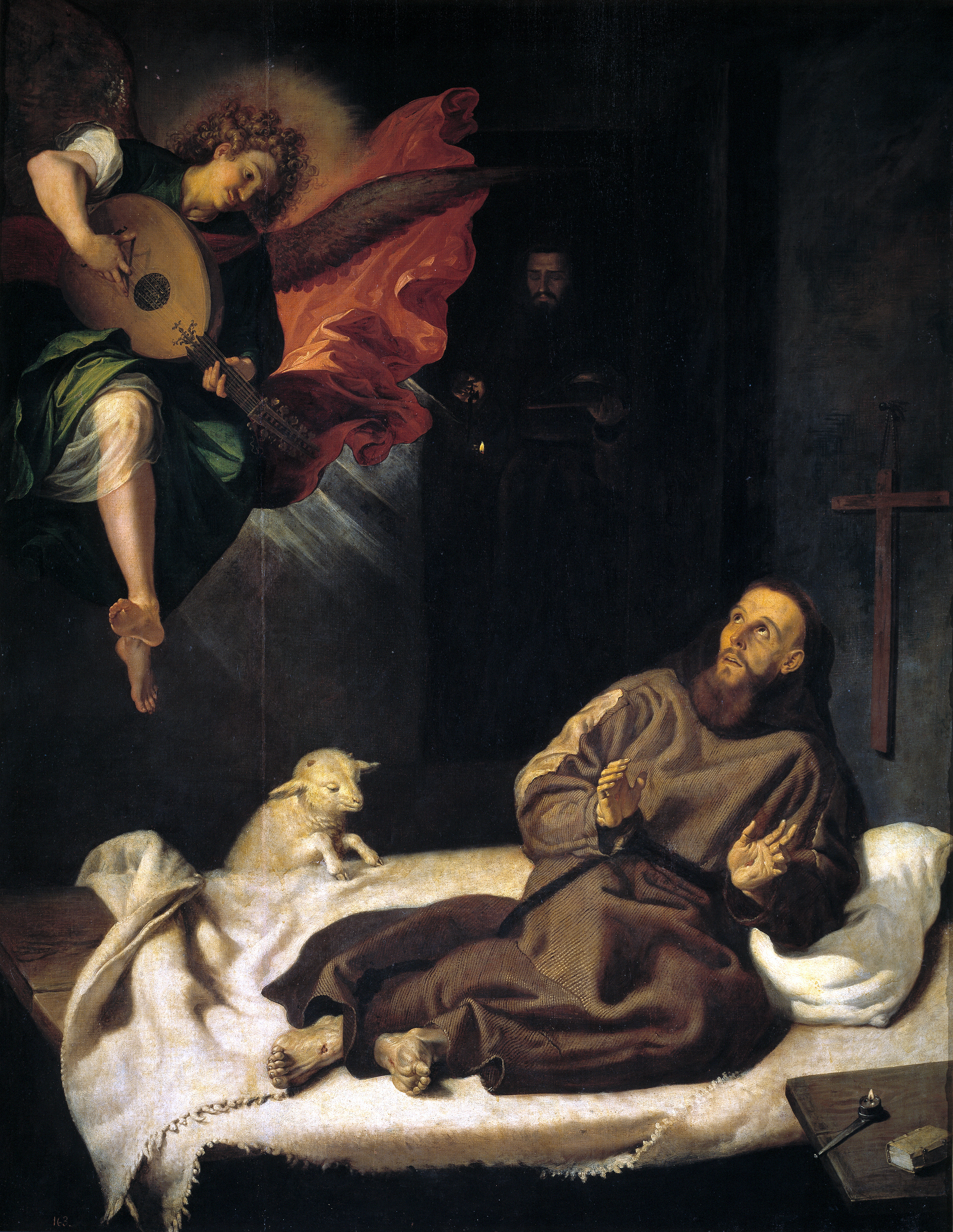
Visión de San Francisco del ángel músico, óleo sobre lienzo, 204 x 158 cm, Madrid, Museo del Prado.

Pudo ser también con ocasión de este viaje cuando pintase el supuesto retrato de Raimundo Lulio del Museo Nacional de Arte de Cataluña, quizá retrato de un padre jesuita tratado con intensa luz dirigida, que perteneció a Gaspar de Haro y Guzmán, marqués del Carpio.

#### Obras para los capuchinos de Valencia
En cualquier caso Ribalta aparece nuevamente documentado en Valencia en 1620, pintando una Última Cena, perdida, para el refectorio de los capuchinos de la Sangre de Cristo. De fecha próxima han de ser sendas visiones de San Francisco pintadas en su nuevo estilo, que según las fuentes antiguas se hallaban en la iglesia del mismo convento: la Visión del ángel músico, que adquirida por Carlos IV en 1801 pasó al Museo del Prado,  y San Francisco abrazando al crucificado, originalmente emplazada en un altar cercano a la puerta, transferida al Museo de Bellas Artes de Valencia tras la desamortización. La gama de color en estos lienzos se ha reducido drásticamente y los tipos humanos, junto a la franqueza y simplicidad de su composición, revelan la acentuación de sus tendencias naturalistas. La Visión del ángel músico, según una leyenda narrada por san Buenaventura, de la que se conocen algunos dibujos previos, debió de alcanzar gran predicamento pues se conoce una versión posterior del propio Ribalta actualmente conservada en el Wadsworth Atheneum en Hartford (Connecticut), en formato apaisado y con mayor atención a los objetos de naturaleza muerta presentes en la celda del fraile. Más extraña resulta la iconografía del San Francisco abrazando al crucificado, para la que no existen fuentes literarias. Su fuerte contenido simbólico hace creer que el motivo le fuese dado por los propios frailes capuchinos, que ponían el acento en el significado eucarístico de la sangre de Cristo. El santo, corpulento y rudo, tomado sin duda del natural, pega el rostro al costado de Cristo de cuya herida brota un chorro de sangre. Igual aspecto rudo tiene el ángel que se dispone a colocar a Cristo una guirnalda de flores en sustitución de la corona de espinas, que el crucificado coloca sobre la cabeza del santo. Alude así al camino de mortificación elegido por San Francisco y, con él, por los propios frailes capuchinos, cuyo desprecio por las glorias terrenas y el rechazo de los vicios se simboliza con la pantera coronada sobre la que se pone en pie el santo, acompañada de otros seis felinos coronados y abatidos en la parte inferior: los siete pecados capitales. Ribalta, sin embargo, ha sabido transformar la imagen visionaria y cargada de simbolismo en un hecho concreto, por el realismo con que capta a sus protagonistas y por el sabio empleo de la luz, calificado por Benito Domenech como «uno de los más espléndidos logros del primer naturalismo español», destacando a los personajes principales y oscureciendo a los secundarios para hacer así patente la invisible presencia del Creador compatible con el naturalismo de lo representado.

#### Pinturas para la cartuja de Porta-Coeli

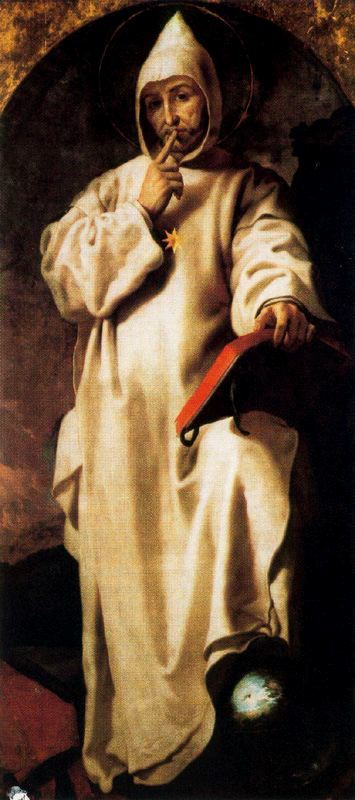
San Bruno, óleo sobre lienzo, 181 x 79 cm, Museo de Bellas Artes de Valencia.

En 1621 el taller de Ribalta recibió el encargo de realizar ocho lienzos de gran formato para las puertas del retablo de la parroquial de Andilla. Aquejado, quizá, de problemas de salud, Ribalta pudo participar en su planteamiento, pero confió la ejecución a su hijo Juan, que marchó a Andilla en unión de Vicente Castelló, Gregorio Bausá, Abdón Castañeda y otros miembros de un taller cada vez más activo. Mientras Juan y su grupo trabajaban en la zona de Segorbe, Francisco lo hacía en Valencia, donde en 1622 se documenta la pintura de un San Martín para un altar callejero con motivo de las fiestas en honor de la Inmaculada. A este momento han de pertenecer los Desposorios místicos de Santa Gertrudis, lienzo conservado en la parroquia de San Esteban de Valencia, en el que se observan los mismos progresos en la dirección del tenebrismo naturalista, con una reducida gama de colores muy rica en tonalidades.
A fines de 1625 Ribalta contrató el dorado y pinturas del nuevo retablo mayor del monasterio cartujo de Porta-Coeli. Es probable que el encargo viniera precedido por la realización del Abrazo de Cristo a san Bernardo (Museo del Prado), localizado en la celda prioral donde Antonio Ponz lo alabó como «lo más bello, bien pintado y expresivo que pueda darse de Ribalta». Sobre un fondo de sombras de color pardo, que envuelve en penumbra a dos ángeles, un potente foco de luz ilumina a un Cristo musculoso, a la manera de los Cristos de Piombo, y al monje de rostro consumido y gesto arrobado que lo abraza, vestido con hábito blanco marfileño. A pesar de lo limitado de su gama de color, casi monocromo, las pinceladas líquidas fracturan el color en múltiples tonos. El punto de vista bajo dota de monumentalidad a la composición, centrada en las figuras de Cristo y san Bernardo fundidas por la luz lateral en un solo bloque, sin permitir que ningún elemento externo distraiga la atención hacia ellos.
El retablo mayor de la cartuja, sustituido hacia 1773 por otro de gusto académico y desmantelado con la desamortización, constaba de al menos dieciséis pinturas, de las que solo trece pasaron al Museo de Bellas Artes de Valencia. Ejecutado entre 1625 y 1627, en él participó el taller en un grado difícil de discernir. Para David Kowal únicamente podrían atribuirse a Francisco Ribalta con seguridad los evangelistas Lucas, Mateo y Juan, que ocupaban los pedestales, y el San Bruno del cuerpo principal, «testigos de la invulnerable destreza del maestro». Benito Domenech, por el contrario, defendió una participación de Francisco Ribalta más amplia, atribuyéndole la autografía del San Juan Bautista que hacía pareja con San Bruno, a los lados de la Virgen de Porta-Coeli, obra inacabada en la que también tuvo participación Vicente Castelló, a quien podrían corresponder los cuatro doctores de la iglesia. De su hijo sería el San Pedro de las puertas del trasagrario, correspondiendo al padre el San Pablo que le servía de pareja. De Francisco Ribalta, por último, sería también el cuarto evangelista, San Marcos, resultando elocuente la comparación con la serie de los evangelistas pintados en la primera década del siglo para la iglesia de Algemesí, con su luminoso colorismo y monumentalidad manieristas reemplazados por un severo naturalismo y una limitada gama de color en la que destaca únicamente el rojo. El San Bruno en pie, llenando con su figura el lienzo, con el dedo en la boca en actitud de reclamar silencio según las estrictas normas de la orden por él fundada, es sin duda la obra más admirada de este retablo. La reducida gama cromática y la riqueza de sus tonalidades en el blanco hábito, el realismo del rostro y la iluminación lateral, con pinceladas líquidas, son las características de la obra de Ribalta, cuyo interés por los efectos de luz, como evidencia esta pintura, con sus tonalidades claras, proviene, ante todo, de la pintura veneciana.
Todavía a mediados de 1627 recibió un nuevo encargo, el dorado de un altar en la parroquia de San Martín a costa de la condesa de Fuentes, que no pudo completar al morir repentinamente el 13 de enero de 1628. Su muerte sin testar provocó disputas entre sus hijos Juan y Mariana, monja, que le sobrevivieron poco tiempo, pues Juan moría el 9 de octubre del mismo año y su hermana el 2 de marzo del año siguiente. Jusepe Martínez, que le conoció, elogió su temperamento humilde, ajeno a las vanidades, asegurando que murió «con tan grande reputación que casi fue venerado por santo».